# Viva (singel)
Viva – trzeci singel oraz utwór niemieckiego DJ-a i producenta - Tomcrafta, wydany 21 marca 1996 w Niemczech przez wytwórnię Kosmothority (wydanie 12"). Utwór pochodzi z debiutanckiego albumu Tomcrafta - All I Got (pierwszy singel z tej płyty). Na singel składają się 2 utwory: Viva i remiks utworu Evil Lurks, który pochodzi z pierwszego singla - This Is No House.

## Lista utworów
1. Viva (5:44)
2. Evil Lurks (Remix) (7:01)